# Neojaera elongatus
Neojaera elongatus är en kräftdjursart som beskrevs av Menzies1962. Neojaera elongatus ingår i släktet Neojaera och familjen Janiridae. Inga underarter finns listade i Catalogue of Life.